# Élection présidentielle singapourienne de 2017
L'élection présidentielle singapourienne se déroule le 13 septembre 2017.
Seule la candidature d'Halimah Yacob ayant été retenue, l'élection initialement prévue pour le 23 septembre n'a pas lieu et Yacob est déclarée élue présidente de Singapour sans qu'il ne soit besoin de procéder à un vote.

## Contexte
Le président de la république de Singapour a peu de pouvoirs, le pouvoir exécutif étant exercé essentiellement par le Premier ministre. Les candidats à la présidence ne peuvent être membres d'aucun parti politique, bien qu'ils puissent être soutenus par des partis. En application d'une réforme introduite en 2016 pour garantir que des représentants de différentes communautés ethniques puissent se succéder à la tête de l'État, seuls des membres de la communauté malaise sont autorisés à présenter leur candidature pour l'élection de 2017, aucun président n'ayant été malais lors des cinq derniers mandats.

## Système électoral
Le président de la république de Singapour est élu au scrutin uninominal majoritaire à un tour pour un mandat de six ans qui peut être renouvelé. Les candidats doivent soumettre leur candidature à un comité des élections présidentielles, dont les conditions de validation sont extrêmement drastiques. De fait, en 1999 et en 2005, les élections présidentielles singapouriennes se déroulèrent sans scrutin, un seul candidat ayant été confirmé par le comité, par conséquent élu d'office.

## Résultats

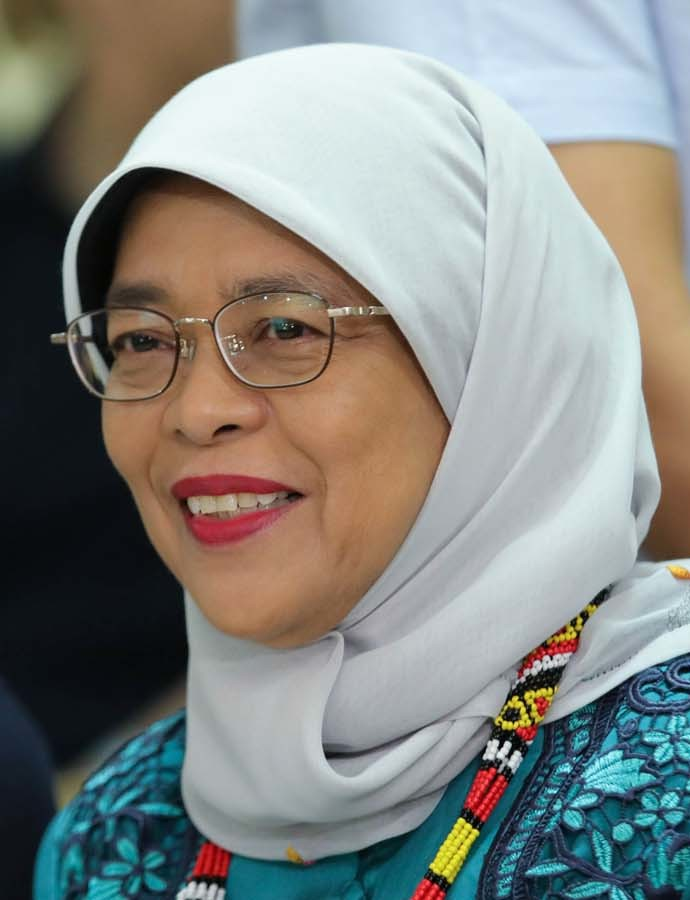
Halimah Yacob

Le 11 septembre 2017, le département des Élections (ELD) annonce n'avoir retenu la candidature que d'une seule personne, a qui a été délivré un certificat d'éligibilité.
Peu après, deux des trois candidats en lice, Mohamed Salleh Marican et Farid Khan, confirment n'avoir pas obtenu le certificat. 
Le 13, la candidate restante, Halimah Yacob, est par conséquent élue d'office lors de l'annonce des candidatures officielles. Elle devient la première présidente de Singapour le lendemain 14 septembre.